# Coccus cameronensis
Coccus cameronensis är en insektsart som beskrevs av Takahashi 1952. Coccus cameronensis ingår i släktet Coccus och familjen skålsköldlöss. Inga underarter finns listade i Catalogue of Life.